# نقيب الأشراف

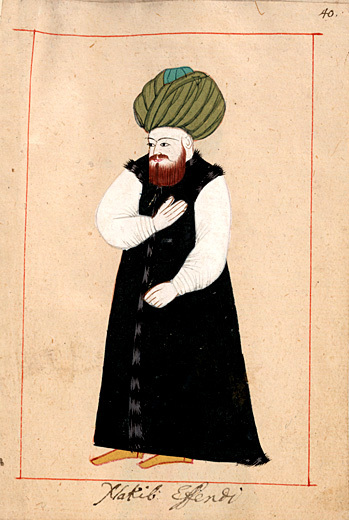

نقيب الأشراف كان منصبًا حكوميًا في مختلف الإمبراطوريات الإسلامية يدل على رأس نسل النبي محمد (ص). كان نسل محمد يُعرفون باسم الأشراف وعلى مدار التاريخ الإسلامي نظم الأشراف أنفسهم في مجموعات كبيرة في جميع أنحاء الأراضي الإسلامية المختلفة. وقد تم ذلك لضمان مكانهم الخاص في المجتمع الإسلامي وبالتالي الحفاظ على امتيازاتهم الاجتماعية والسياسية.
يعود تاريخ المنصب إلى عهد المماليك على الأقل وكان تحت إدارة الإمبراطورية العثمانية. مُنح الأشراف في الدولة العثمانية امتيازات خاصة بما في ذلك الحرمة الشخصية وبعض الإعفاءات الضريبية والحصانة من المقاضاة العادية. في حالة وجود شكوى قانونية ضد أحد الأشراف فإن نقيب الأشراف سيقاضي ويحكم على الجاني المزعوم.

## العصر العثماني

### حلب
في حلب لعب الأشراف دورًا أكثر أهمية في شؤون تلك المدينة من أي مكان آخر في الإمبراطورية العثمانية بما في ذلك القاهرة ودمشق، حيث كانت نقابة الأشراف غنية أو نمت في كثير من الأحيان. في إحدى مراحل الحكم العثماني شكل الأشراف في حلب ما يقرب من 85% من عائلات النخبة في المدينة، ويرجع ذلك جزئيا بسبب تزايد الزواج المختلط بين الأشراف والأسر من غير الأشراف. بسبب وجودهم الهائل كانت هناك عادة عدد قليل من عائلات الأشراف التي شكلت الصفوف العليا من أشرف حلب.
لجزء كبير من القرن ال17 كان منصب نقيب الأشراف يسيطر عليه من قبل عائلة الزهراوى الذين كانوا على صلة وثيقة مع الشيعة. سيطرت عائلة طه على المنصب معظم القرن الثامن عشر ولكن في نهاية القرن الثامن عشر وبداية القرن التاسع عشر تعرقل أفراد عائلة الجابري في كثير من الأحيان عن سيطرتهم على المنصب. بالإضافة إلى عائلات الكواكبي والطرابلسي والقدسي والعديلي والشريف.

### دمشق
في دمشق كان منصب نقيب الأشرف أكثر المناصب الاجتماعية رقياً بين مختلف المناصب الدينية في المدينة، بما في ذلك مفتيي الحنفية والشافعية و خطباء المساجد الكبرى مثل الجامع الأموي. غير أن هذه المكانة لم تترجم بالضرورة إلى تأثير سياسي كبير. في أعقاب التنظيمات العثمانية فقد منصب نقيب الأشراف الكثير من تأثيره السياسي.
تنافست عائلتان من الاشراف هما العجلاني وحمزة على هذا المنصب في دمشق خلال القرنين الثامن عشر والتاسع عشر. وانقطعت خدمتهم كنقباء بين الحين والآخر حين شغلتها عائلات أخرى من الأشراف وهي الكيلاني والحسيبي. ومن بين النقباء المرتبطين بالشيعة أو الشيعة في المدن الصغرى في محافظة دمشق كان هناك أفراد من عائلة مرتضى في بعلبك. لم يكن النقباء من عائلة مرتضى ينتمون صريحًا للإسلام الشيعي، على الرغم من أن الاشتباه بانتمائهم للإسلام الشيعي كان السبب المحتمل لعدم منحهم هذا المنصب في دمشق ذات الأغلبية السنية.

### مصر
في مصر عيّن العثمانيون عادة نقيب الأشراف من إسطنبول. وقد تغير ذلك في منتصف القرن 18 عندما تم تعيين محمد أبو هادي في هذا المنصب. واصل أفراد عائلة السادات العمل على التوالي كنقباء للأشراف في مصر حتى تم استبدالهم في عام 1763 بعائلة أخرى من عائلة الأشرف وهي البكري. كان محمد بن أحمد البكري أول فرد من العائلة الذي يشغل هذا المنصب. وبعد ذلك تنافست عائلتا السادات والبكري على هذا المنصب، على الرغم من أن الأخيرة احتفظت به معظم الوقت حتى أوائل القرن العشرين.
مثل غيره من نقباء الأشراف في المقاطعات العثمانية كان على النقيب المصري دفع مبلغ كبير للسلطات في إسطنبول. وشمل دور نقيب الأشراف في مصر بالإضافة إلى الأدوار التقليدية للمكتب المشاركة في مختلف الاحتفالات مثل موكب كسوة الكعبة قبل مغادرتها مع الحجاج في قافلة الحج إلى مكة وضمان مشاركة أسر الأشراف في موكب المحمل (العمامة المزخرفة التي ترمز الي السلطان) إلى مكة. وغالبًا ما دشن نقيب الأشراف بناء المؤسسات الدينية مثل المساجد الجديدة أو النزل الصوفية.

### القدس
في القدس خدمت عائلة الحسيني هذا المنصب خلال الحكم العثماني المبكر حتى أواخر القرن ال17. في عام 1703، قاد محمد بن مصطفى أحد أفراد عائلة الحسيني تمردًا دام عامين في القدس، فر بعد ذلك وأُلقي القبض عليه وأُعدم لاحقًا. وبموته انقضى عهد عائلة الحسيني وبدأ عهد عائلة الغدية. كان أول عضو من هذه الأخيرة يعمل كنقيب في القدس هو عبد اللطيف غدية. في وقت ما خلال القرن الثامن عشر تبنى آل غدية اسم أسلافهم وصاروا يُعرفون منذ ذلك الحين باسم عائلة الحسيني. وسيطرت عائلة الحسيني الجديدة على منصب نقيب الأشرف حتى القرن العشرين.

### العراق
كان أهم منصب زعيم ديني سني في العراق في العصر العثماني هو منصب نقيب الأشرف في بغداد. كان تأثيره مقصوراً على بغداد، لكنه امتد في جميع أنحاء العراق. كانت عائلة الأشراف الرئيسية التي خرج منها نقباء بغداد هي عائلة الجيلاني من نسل عبد القادر الجيلاني مؤسس الطريقة القادرية الصوفية التي كانت شائعًا في جميع أنحاء العالم الإسلامي. في البصرة كان نقيب الأشراف غالبًا ما يكون أيضًا شيخ الطريقة الرفاعية الصوفية. وتذبذب نفوذ الأشرف في البصرة اعتمادًا على الثروة الشخصية لكل من النقيب أو استخدام السلطات العثمانية له في الشؤون السياسية في المنطقة.

## قائمة المصادر
- Çetinsaya، Gökhan (2006). The Ottoman Administration of Iraq, 1890–1908. Routledge. ISBN:9781134294954. مؤرشف من الأصل في 2020-12-03.
- Al-Damurdashi، Ahmad D. (1991). Abd al-Wahhāb Bakr Muḥammad (المحرر). Al-Damurdashi's Chronicle of Egypt, 1688–1755. BRILL. ISBN:9789004094086. مؤرشف من الأصل في 2021-02-10.
- Khoury، Phillip S. (2003). Urban Notables and Arab Nationalism: The Politics of Damascus 1860–1920. Cambridge University Press. ISBN:9780521533232. مؤرشف من الأصل في 2020-12-03.
- Imber، Colin؛ Kiyotaki، Keiko (2005). Frontiers of Ottoman Studies, Vol. 1. I. B. Tauris. ISBN:9781850436317. مؤرشف من الأصل في 2020-12-03.
- Meriwether، Margaret L. (2010). The Kin Who Count: Family and Society in Ottoman Aleppo, 1770–1840. University of Texas Press. ISBN:9780292788145. مؤرشف من الأصل في 2020-12-03.
- Winter، Michael (2003). Egyptian Society Under Ottoman Rule, 1517–1798. Routledge. ISBN:9781134975143. مؤرشف من الأصل في 2020-12-03.
- Winter، Michael (2012). "Ashraf and naqib al-ashraf in Ottoman Egypt and Syria". في Morimoto، Kazuo (المحرر). Sayyids and Sharifs in Muslim Societies: The Living Links to the Prophet. Routledge. ISBN:9781136337383. مؤرشف من الأصل في 2020-12-03.